# Liste der Naturdenkmale im Kreis Ostholstein
Die Liste der Naturdenkmale im Kreis Ostholstein enthält die Naturdenkmale im Kreis Ostholstein in Schleswig-Holstein.

## Liste
Link zu einem Kartenansichtstool (u. a. um Koordinaten zu setzen)

| Bild                                    | Bezeichnung                                              | Ort | Lage                               | Beschreibung | Datum             | Nummer |
| --------------------------------------- | -------------------------------------------------------- | --- | ---------------------------------- | --- | ----------------- | ------ |
| Fotos hochladen                         | 1 Eiche                                                  | Ahrensbök Böbs, am Nordende des Schwinkenrader Forstes, an der Kreisstraße 28                                       | (53° 58′ 36,3″ N, 10° 36′ 8,5″ O)  | |                   | 1      |
| Direkt Bild zu diesem Denkmal hochladen | 1 Birnbaum                                               | Ahrensbök Lebatz, neben dem Haus Dorfstraße 6                                                                       | ()                                 | | 23. Juli 1996     | 2      |
| BW                                      | 1 Eiche                                                  | Ahrensbök gegenüber Bokhof, am Weg nach Dunkelsdorf                                                                 | (53° 58′ 6,5″ N, 10° 36′ 0,5″ O)   | |                   | 3      |
| BW                                      | 2 Linden                                                 | Ahrensbök Dakendorf auf der Straße nach Grebenhagen                                                                 | (53° 57′ 20,4″ N, 10° 35′ 23,2″ O) | | 17. November 1992 | 4      |
| BW                                      | 1 Linde                                                  | Ahrensbök Dakendorf, bei den Neubauten an der Straße nach Grebenhagen                                               | (53° 57′ 22,5″ N, 10° 35′ 22,1″ O) | |                   | 5      |
| BW                                      | 2 Eichen                                                 | Ahrensbök Schwinkenrade                                                                                             | (53° 57′ 58″ N, 10° 36′ 49,7″ O)   | vor dem ehemaligen (2011 abgebrannten) Forsthaus |                   | 6      |
| Direkt Bild zu diesem Denkmal hochladen | 1 Eiche                                                  | Altenkrempe mitten im Forst Wulfsberg, nicht zugänglich                                                             | ()                                 | |                   | 7      |
| BW                                      | Quellhang                                                | Altenkrempe Stolpe am Westende des Dorfes Stolpe, nicht zugänglich                                                  | (54° 9′ 33,1″ N, 10° 47′ 16,1″ O)  | Verordnung mit Lageplan | 22. April 1993    | 8      |
| BW                                      | 1 Eiche                                                  | Altenkrempe Gut Sierhagen, gegenüber Gutsgärtnerei                                                                  | (54° 7′ 42,8″ N, 10° 46′ 32,8″ O)  | |                   | 9      |
| Direkt Bild zu diesem Denkmal hochladen | 1 Esche                                                  | Altenkrempe Gut Sierhagen, westliche Zufahrt zum Gutshof                                                            | ()                                 | | 23. Juli 1996     | 10     |
| BW                                      | 1 Eiche                                                  | Altenkrempe am Weg Sierhagen – Stolpe, kurz hinter Abzweig nach Hasselburg                                          | (54° 7′ 50,7″ N, 10° 46′ 43,1″ O)  | |                   | 11     |
| Direkt Bild zu diesem Denkmal hochladen | 1 Eiche                                                  | Altenkrempe am Weg Sierhagen – Stolpe, kurz hinter Abzweig nach Hasselburg                                          | ()                                 | |                   | 12     |
| Direkt Bild zu diesem Denkmal hochladen | 1 Eiche                                                  | Altenkrempe am Weg Sierhagen – Stolpe, an einem kleinen Wäldchen                                                    | ()                                 | |                   | 13     |
| BW                                      | 1 Eiche                                                  | Altenkrempe am westlichen Ende des Dorfes Kassau                                                                    | (54° 8′ 24,3″ N, 10° 45′ 35,4″ O)  | |                   | 14     |
| Fotos hochladen                         | 5 Linden                                                 | Bad Schwartau Groß Parin, vor der Gaststätte                                                                        | (53° 56′ 34,4″ N, 10° 40′ 56,1″ O) | | 2. Juli 1990      | 15     |
| Fotos hochladen                         | 1 Eiche                                                  | Bad Schwartau bei den Sportplätzen in der Straße Heisterbusch                                                       | (53° 55′ 34,7″ N, 10° 42′ 3,4″ O)  | |                   | 16     |
| Direkt Bild zu diesem Denkmal hochladen | 1 Eiche                                                  | Bad Schwartau am Verbindungsweg zwischen der Straße Riesebusch und den Riesebuschwiesen                             | ()                                 | |                   | 17     |
| Fotos hochladen                         | 1 Eiche                                                  | Bad Schwartau bei der Autobahnausfahrt Bad Schwartau, neben einem Grillimbiss                                       | (53° 54′ 22,3″ N, 10° 41′ 28,5″ O) | |                   | 18     |
| Fotos hochladen                         | 1 Blutbuche                                              | Bad Schwartau Stadtzentrum, bei der Schule in der Schulstraße                                                       | (53° 55′ 13,6″ N, 10° 41′ 44,8″ O) | |                   | 19     |
| Fotos hochladen                         | 1 Silber-Ahorn                                           | Bad Schwartau vor dem Museum der Stadt Bad Schwartau in der Anton-Baumann-Straße.                                   | (53° 54′ 55,4″ N, 10° 41′ 53,9″ O) | Anfang September 2009 wurde der Silberahorn aufgrund nicht mehr gewährleisteter Standsicherheit gefällt. | 17. November 1992 | 20     |
| BW                                      | 1 Blutbuche                                              | im Rensefelder Moor (Park) an einer Wegekreuzung mit Schutzhütte                                                    | (53° 54′ 55,3″ N, 10° 41′ 26,3″ O) | |                   | 21     |
| Fotos hochladen                         | 1 Mammutbaum                                             | Bad Schwartau Stadtzentrum, vor dem Museum der Stadt Bad Schwartau, Nordeingang Schillerstraße                      | (53° 54′ 56,3″ N, 10° 41′ 54,1″ O) | | 17. November 1992 | 22     |
| Fotos hochladen                         | 1 Blutbuchenstamm                                        | Bad Schwartau am Kurpark Bad Schwartau, Nähe Parkhaus und Tankstelle                                                | (53° 55′ 17,3″ N, 10° 41′ 52,6″ O) | der ca. 25 m hohe Baum befand sich in der Eutiner Straße 4b – hinter dem „Haus der Senioren“. Nach dem Befall mit dem Kupferroten Lackporling (die Bestimmung der seltenen Art erfolgte 1997) musste er Ende der 1990er Jahre aus Sicherheitsgründen bis auf einen Stumpf von ca. 7 m gefällt werden. (Geschützt ist in diesem Fall der Pilz.) |                   | 23     |
| BW                                      | 1 Lindenallee u. 2 Linden                                | Bad Schwartau Cleverhof                                                                                             | (53° 54′ 44,7″ N, 10° 40′ 4,6″ O)  | Kopflindenallee der alten Hofstelle |                   | 24     |
| BW                                      | 2 Linden                                                 | Bosau am Helmoldplatz in Bosau, Zugang zum Pastorat                                                                 | (54° 6′ 21,9″ N, 10° 25′ 33″ O)    | |                   | 26     |
| BW                                      | 1 Linde                                                  | Bosau Hutzfeld vor dem Haus Zum Sallrögen 15                                                                        | (54° 5′ 16,4″ N, 10° 28′ 55,8″ O)  | |                   | 27     |
| Direkt Bild zu diesem Denkmal hochladen | 1 Linde                                                  | Bosau Braak vor der Hofstelle Thode                                                                                 | ()                                 | |                   | 28     |
| Direkt Bild zu diesem Denkmal hochladen | 1 Buche                                                  | Damlos am Rande des Damloser Waldes, Nähe Siedlung „Grüner Hirsch“                                                  | ()                                 | |                   | 29     |
| Direkt Bild zu diesem Denkmal hochladen | 1 Buche                                                  | Damlos am Rande des Damloser Waldes, Nähe Siedlung „Grüner Hirsch“                                                  | ()                                 | |                   | 30     |
| BW                                      | 2 Eichen                                                 | Eutin nördlich der Oldenburger Landstraße, gegenüber der Kaserne                                                    | (54° 8′ 0,9″ N, 10° 37′ 43,8″ O)   | | Juli 1990         | 31     |
| BW                                      | 1 Fächerahorn                                            | Eutin vor dem Haus Oldenburger Landstraße 7                                                                         | (54° 7′ 58,4″ N, 10° 37′ 22,2″ O)  | |                   | 32     |
| BW                                      | Weberhain                                                | Eutin südlich der Bahnbrücke Carl-Maria-von-Weberstraße                                                             | (54° 7′ 51,2″ N, 10° 37′ 24,3″ O)  | |                   | 33     |
| BW                                      | Eichenreihe                                              | Eutin entlang der Carl-Maria-von-Weberstraße, nördlich der Bahnbrücke                                               | (54° 7′ 55,7″ N, 10° 37′ 16,9″ O)  | |                   | 34     |
| BW                                      | 1 Linde                                                  | Eutin Riemannstraße Ecke Ihlpool; vor dem ehemaligen Vosshaus                                                       | (54° 8′ 20,6″ N, 10° 36′ 54,9″ O)  | |                   | 35     |
| BW                                      | 1 Kastanie                                               | Eutin im Garten des Hauses Plöner Straße 19a, nicht zugänglich                                                      | (54° 8′ 13,7″ N, 10° 36′ 41,5″ O)  | | 23. Juli 1996     | 36     |
| BW                                      | Lindenreihen                                             | Eutin Plöner Straße, an der Bahnbrücke                                                                              | (54° 8′ 12,7″ N, 10° 36′ 21,5″ O)  | |                   | 37     |
| BW                                      | 1 Pyramideneiche                                         | Eutin neben dem Telekomgebäude in der Janusstraße                                                                   | (54° 8′ 10,2″ N, 10° 36′ 25,2″ O)  | | 2. Juli 1990      | 38     |
| Direkt Bild zu diesem Denkmal hochladen | 1 Linde                                                  | Eutin am Bahnhofsgang, im Garten eines Hauses                                                                       | ()                                 | |                   | 39     |
| BW                                      | 1 Lindenreihen                                           | Eutin auf dem ev. Friedhof in der Plöner Straße                                                                     | (54° 8′ 4,1″ N, 10° 36′ 4,9″ O)    | | 17. November 1992 | 40     |
| mehr Fotos \| Fotos hochladen           | 1 Eiche (Bräutigamseiche)                                | Eutin im Dodauer Forst gegenüber der Försterei, ausgeschildert                                                      | (54° 8′ 10,6″ N, 10° 33′ 20,6″ O)  | |                   | 41     |
| BW                                      | 1 Lindenallee                                            | Eutin Allee zum Gut Rachut                                                                                          | (54° 8′ 22,6″ N, 10° 32′ 59,3″ O)  | |                   | 42     |
| BW                                      | 1 Linde                                                  | Eutin Fissau, im Garten der Schwedenkate, Krete, nicht zugänglich                                                   | (54° 9′ 14,4″ N, 10° 37′ 1,2″ O)   | |                   | 43     |
| Direkt Bild zu diesem Denkmal hochladen | 1 Eiche                                                  | Eutin am Beginn des Sibbersdorfer Weges in Fissau, am Fußweg Richtung Sielbek                                       | ()                                 | |                   | 44     |
| Direkt Bild zu diesem Denkmal hochladen | 1 Eiche                                                  | Eutin an der Neuen Kalkhütte zwischen Fissau und Sielbek                                                            | ()                                 | umgestürzt |                   | 45     |
| Direkt Bild zu diesem Denkmal hochladen | 1 Eiche                                                  | Eutin östlich der Siedlung Hängebargshorst, nördlich eines Apartmenthauses in Sielbek, im Wald, schlecht zugänglich | ()                                 | |                   | 46     |
| BW                                      | 1 Blutbuche                                              | Eutin im Garten der Gaststätte Redderkrug Am Redderkrug 5                                                           | (54° 8′ 30,1″ N, 10° 39′ 43,3″ O)  | | 17. November 1992 | 47     |
| BW                                      | 1 Pappel                                                 | Gremersdorf Giddendorf an der Landesstraße am Abzweig nach Oldenburg                                                | (54° 18′ 30,1″ N, 10° 55′ 38,2″ O) | | 2. Juli 1990      | 48     |
| mehr Fotos \| Fotos hochladen           | 1 Eiche                                                  | Grömitz Grönwohldshorst im Garten des Hofes Klostersee, Anmeldung im Hofladen                                       | (54° 11′ 27,6″ N, 11° 0′ 54″ O)    | | 17. November 1992 | 49     |
| mehr Fotos \| Fotos hochladen           | Riesenbett                                               | Großenbrode in der Feldmark westlich der Rampe zur Sundbrücke                                                       | (54° 23′ 28,3″ N, 11° 5′ 39,5″ O)  | Langbett Krausort nicht zugänglich |                   | 50     |
| BW                                      | 1 Eiche                                                  | Großenbrode an der Zufahrt zum Hof Eichthal in Lütjenbrode Eichthaler Weg                                           | (54° 21′ 33,3″ N, 11° 1′ 52,6″ O)  | | 19. November 1938 | 51     |
| BW                                      | 1 Eiche an einem Weg südlich der Gutsgebäude Güldenstein | Harmsdorf | (54° 13′ 5″ N, 10° 50′ 4,4″ O)     | | 2. Juli 1990      | 52     |
| BW                                      | 1 Kastanie                                               | Heiligenhafen vor dem Haus Mühlenstraße 19                                                                          | (54° 22′ 16,7″ N, 10° 58′ 39″ O)   | | 2. Juli 1990      | 53     |
| BW                                      | 1 Eibe                                                   | Heiligenhafen Straße Am Kalkofen, auf dem Parkplatz                                                                 | (54° 22′ 14,4″ N, 10° 59′ 11,3″ O) | | 23. Juli 1996     | 54     |
| Fotos hochladen                         | Tweltenberge                                             | Heiligenhafen südlich Heiligenhafen, an der Straße nach Dazendorf                                                   | (54° 21′ 22″ N, 10° 56′ 15″ O)     | bronzezeitlicher Grabhügel, oval und ungefähr 30 Meter lang | 19. November 1938 | 55     |
| Fotos hochladen                         | Struckberg                                               | Heiligenhafen südlich Heiligenhafen, an der Straße nach Dazendorf                                                   | (54° 21′ 36″ N, 10° 56′ 33,7″ O)   | | 19. November 1938 | 56     |
| Direkt Bild zu diesem Denkmal hochladen | 1 Eiche                                                  | Heringsdorf südlich der Gutsanlage Siggen, am Weg nach Süssau                                                       | ()                                 | | 2. Juli 1990      | 57     |
| Fotos hochladen                         | 1 Eiche (5-Mark-Eiche)                                   | Kellenhusen im Kellenhusener Forst                                                                                  | (54° 12′ 3″ N, 11° 2′ 54″ O)       | Vorbild der Bildseite der von 1927 bis 1933 geprägten 5-Reichsmark-Münze, seit 2012 abgestorben |                   | 58     |
| mehr Fotos \| Fotos hochladen           | Eiche                                                    | Kellenhusen im Kellenhusener Forst, westlich der Häuser Rittbruch, ausgeschildert                                   | (54° 11′ 25,2″ N, 11° 1′ 26,9″ O)  | Die 2002 umgestürzte, ungefähr 600 Jahre alt gewordene Kroneiche hatte einen Stammumfang von etwa 9 Metern. |                   | 59     |
| BW                                      | 1 Eiche                                                  | Lensahn im Hof des Hauses Eutiner Straße 11a                                                                        | (54° 13′ 9,5″ N, 10° 53′ 5,3″ O)   | |                   | 60     |
| Direkt Bild zu diesem Denkmal hochladen | 2 Eichen                                                 | Lensahn Wahrendorf, am Weg nach Güldenstein                                                                         | ()                                 | früher: 3 Eichen | 2. Juli 1990      | 61     |
| BW                                      | 1 Eiche                                                  | Lensahn südlich Wahrendorf, am Weg nach Vogelsang                                                                   | (54° 11′ 15,3″ N, 10° 49′ 28,3″ O) | |                   | 62     |
| BW                                      | 1 Birnbaum                                               | Malente Neukirchen, vor dem Hof Theede, nördliches Ende des Dorfes Hauptstr. 60                                     | (54° 13′ 7,4″ N, 10° 33′ 22,4″ O)  | | 2. Juli 1990      | 63     |
| BW                                      | 1 Eiche                                                  | Malente im Kirchhof der Feldsteinkirche Neukirchen                                                                  | (54° 12′ 53,5″ N, 10° 33′ 15,7″ O) | |                   | 65     |
| Direkt Bild zu diesem Denkmal hochladen | 1 Linde                                                  | Malente Neukirchen, am Weg nach Sasel, am Ortsende                                                                  | ()                                 | |                   | 66     |
| BW                                      | 1 Blutbuche                                              | Malente an der Hauptkreuzung in Sieversdorf                                                                         | (54° 12′ 10″ N, 10° 33′ 38,3″ O)   | |                   | 67     |
| Direkt Bild zu diesem Denkmal hochladen | 1 Kastanie                                               | Malente Malkwitz, am Weg nach Brunskoppel, am Ortsende                                                              | ()                                 | |                   | 68     |
| Direkt Bild zu diesem Denkmal hochladen | 1 Buche                                                  | Malente Südende der Ortslage Neversfelde, an der Straße                                                             | ()                                 | |                   | 70     |
| BW                                      | 1 Eiche                                                  | Malente am Nordende des Weges „An den Schrebergärten“                                                               | (54° 10′ 21,8″ N, 10° 33′ 9,1″ O)  | |                   | 71     |
| BW                                      | 1 Linde                                                  | Malente im Bucheneckweg, nicht zugänglich                                                                           | (54° 9′ 44,2″ N, 10° 32′ 43″ O)    | |                   | 72     |
| Direkt Bild zu diesem Denkmal hochladen | 1 Trauerbuche                                            | Malente in einem verwilderten Park hinter dem Parkhaus / Parkplatz Eutiner Straße                                   | ()                                 | | 17. November 1992 | 73     |
| BW                                      | 1 Eiche                                                  | Malente vor der Maria-Magdalenen-Kirche                                                                             | (54° 10′ 27,6″ N, 10° 33′ 34,2″ O) | |                   | 74     |
| Direkt Bild zu diesem Denkmal hochladen | 1 Eiche                                                  | Malente gegenüber ehem. Klinik Hängebargshorst                                                                      | ()                                 | |                   | 75     |
| Direkt Bild zu diesem Denkmal hochladen | 1 Kastanie                                               | Malente auf dem Hof Haffkamp bei Timmdorf                                                                           | ()                                 | |                   | 76     |
| mehr Fotos \| Fotos hochladen           | 1 Riesenfindling                                         | Malente an der Zufahrt zur Kiesgrube Kreuzfeld                                                                      | (54° 8′ 55,1″ N, 10° 31′ 24,6″ O)  | „Wandhoff-Findling“, 126 Tonnen schwerer grobkörniger Blauquarzgranit mit grauen Feldspatkristallen und schwarzem Glimmer. Höhe 4,42 m, Alter etwa 2 Mrd. Jahre | 17. November 1992 | 77     |
| Direkt Bild zu diesem Denkmal hochladen | 1 Buche                                                  | Malente im Forst Neukoppel                                                                                          | ()                                 | |                   | 78     |
| BW                                      | 1 Lindenallee                                            | Malente | (54° 9′ 24,6″ N, 10° 32′ 46,4″ O)  | Um 1900 gepflanzte, rund 1,5 km lange Winterlinden-Allee zum Gut Rachut. Hintergrund für Aufnahmen zu dem Film „Das Erbe der Guldenburgs“. |                   | 79     |
| Fotos hochladen                         | 1 Sumpfzypresse                                          | Neustadt in Holstein im Lienaupark, nördlich des Bahnhofes                                                          | (54° 6′ 19,5″ N, 10° 48′ 22,1″ O)  | | 2. Juli 1990      | 81     |
| Fotos hochladen                         | 2 Platanen                                               | Neustadt in Holstein im Lienaupark, nördlich des Bahnhofes                                                          | (54° 6′ 18,2″ N, 10° 48′ 21,6″ O)  | | 2. Juli 1990      | 82     |
| Fotos hochladen                         | 1 Platane                                                | Neustadt in Holstein im Lienaupark, nördlich des Bahnhofes                                                          | (54° 6′ 19,8″ N, 10° 48′ 26,1″ O)  | | 17. November 1992 | 83     |
| Fotos hochladen                         | 1 Eiche                                                  | Ratekau | (53° 56′ 7,6″ N, 10° 43′ 15,7″ O)  | (Blücher-Eiche) an der gleichnamigen Raststätte, Baum ist abgestorben |                   | 84     |
| BW                                      | 1 Eiche                                                  | Ratekau auf dem Platz vor der Kirche in Ratekau                                                                     | (53° 56′ 57,2″ N, 10° 44′ 10,7″ O) | |                   | 85     |
| BW                                      | 2 Linden                                                 | Ratekau hinter Küchen Rath, vor einem leerstehenden Haus                                                            | (53° 56′ 54,1″ N, 10° 44′ 8,5″ O)  | |                   | 86     |
| BW                                      | 1 Linde                                                  | Ratekau Neutechau auf dem Hof Broosch, an der Landesstraße                                                          | (53° 57′ 50,1″ N, 10° 43′ 7,3″ O)  | |                   | 87     |
| Direkt Bild zu diesem Denkmal hochladen | 1 Stechpalme                                             | Riepsdorf im Knick bei Hof Steinkamp, nicht zugänglich                                                              | ()                                 | | 2. Juli 1990      | 88     |
| Direkt Bild zu diesem Denkmal hochladen | 1 Stechpalme                                             | Riepsdorf Thomsdorf im Garten eines Hauses östlich Prinerberg                                                       | ()                                 | | 2. Juli 1990      | 89     |
| BW                                      | 1 Linde                                                  | Scharbeutz Gleschendorf, am Ziegelhof gegenüber dem Klingbergtor                                                    | (54° 1′ 28,3″ N, 10° 41′ 0,2″ O)   | |                   | 90     |
| BW                                      | 1 Blutbuche                                              | Scharbeutz in der Dorfstraße Gleschendorf gegenüber der Bushaltestelle                                              | (54° 1′ 42,6″ N, 10° 39′ 40,6″ O)  | | 23. Juli 1996     | 91     |
| mehr Fotos \| Fotos hochladen           | 1 Linde                                                  | Scharbeutz am Campingplatz Gronenberger Mühle                                                                       | (54° 2′ 22,2″ N, 10° 42′ 29,9″ O)  | |                   | 92     |
| BW                                      | 1 Buche                                                  | Scharbeutz am Campingplatz Gronenberger Mühle                                                                       | (54° 2′ 25,1″ N, 10° 42′ 24,1″ O)  | |                   | 93     |
| BW                                      | 1 Linde                                                  | Scharbeutz Gronenberg, vor dem Haus Dorfstraße 9                                                                    | (54° 2′ 32,2″ N, 10° 42′ 23,2″ O)  | |                   | 94     |
| Direkt Bild zu diesem Denkmal hochladen | 1 Baumhasel                                              | Scharbeutz im Garten eines Ferienhauses, nicht zugänglich                                                           | ()                                 | | 23. Juli 1996     | 95     |
| BW                                      | 1 Eiche                                                  | Scharbeutz auf dem Bahnhofsvorplatz in Pönitz                                                                       | (54° 2′ 47,4″ N, 10° 40′ 14,1″ O)  | |                   | 96     |
| Direkt Bild zu diesem Denkmal hochladen | 1 Scheinakazie                                           | Scharbeutz im Garten eines Hofes, nicht zugänglich                                                                  | ()                                 | | 23. Juli 1996     | 97     |
| Direkt Bild zu diesem Denkmal hochladen | 1 Eiche                                                  | Schashagen Merkendorf vor dem Haus Hof Behrens                                                                      | ()                                 | | 17. November 1992 | 98     |
| mehr Fotos \| Fotos hochladen           | Quellhügel                                               | Schashagen Logeberg                                                                                                 | (54° 8′ 13,9″ N, 10° 50′ 12,4″ O)  | Logeberg westlich der Ortslage Logeberg, westlich der Autobahn | 19. Juni 1992     | 99     |
| mehr Fotos \| Fotos hochladen           | 1 Eiche                                                  | Schashagen Nähe Rettin auf dem Campingplatz Brodauer Eiche                                                          | (54° 6′ 3″ N, 10° 53′ 47,3″ O)     | | 17. November 1992 | 100    |
| BW                                      | 1 Linde                                                  | Schönwalde am Bungsberg Langenhagen Haüptstraße 36                                                                  | (54° 12′ 49,8″ N, 10° 46′ 27,4″ O) | an der Dorfstraße, an einer kleinen Geländekuppe | 2. Juli 1990      | 101    |
| Direkt Bild zu diesem Denkmal hochladen | 1 Eibe                                                   | Sierksdorf auf Privatgelände, nicht zugänglich                                                                      | ()                                 | |                   | 102    |
| Direkt Bild zu diesem Denkmal hochladen | 1 Eiche                                                  | Sierksdorf im Garten eines Hauses der Siedlung Siedenkamp                                                           | ()                                 | | 2. Juli 1990      | 103    |
| Fotos hochladen                         | 1 Kastanienallee                                         | Sierksdorf Schmidt-Rottluff-Allee mitten im Ort                                                                     | (54° 3′ 58,7″ N, 10° 46′ 10,1″ O)  | | 17. November 1992 | 104    |
| Direkt Bild zu diesem Denkmal hochladen | 1 Linde                                                  | Sierksdorf | ()                                 | in einem Privatgarten, nicht zugänglich |                   | 105    |
| Direkt Bild zu diesem Denkmal hochladen | 1 Platane                                                | Stockelsdorf nördlich des Sportplatzes im Herrengarten                                                              | ()                                 | | 17. November 1992 | 106    |
| Direkt Bild zu diesem Denkmal hochladen | 1 Buche                                                  | Stockelsdorf im Herrengarten, im Bestand                                                                            | ()                                 | |                   | 107    |
| BW                                      | 1 Lindenallee und 1 Baumreihe                            | Stockelsdorf am Spatzenhof an der Straße Curau – Malkendorf                                                         | (53° 57′ 8,5″ N, 10° 37′ 35,1″ O)  | |                   | 108    |
| BW                                      | Schwedenkuhle                                            | Süsel westlich des Kiesabbaugebietes Süsel, im Wald                                                                 | (54° 5′ 25,4″ N, 10° 41′ 26,1″ O)  | | 19. Juni 1992     | 109    |
| BW                                      | 1 Eiche                                                  | Süsel vor dem Pastorat in Süsel                                                                                     | (54° 4′ 34,4″ N, 10° 43′ 3,6″ O)   | | 23. Juli 1996     | 110    |
| BW                                      | 1 Kastanie                                               | Süsel Fassensdorf mitten in Fassensdorf, Hofstelle Knop                                                             | (54° 5′ 28″ N, 10° 38′ 49,5″ O)    | | 17. November 1992 | 111    |
| BW                                      | 1 Linde                                                  | Süsel Fassensdorf, in der Straße Osterdiek                                                                          | (54° 5′ 23,6″ N, 10° 38′ 52,5″ O)  | |                   | 112    |
| Fotos hochladen                         | 1 Eiche                                                  | Timmendorfer Strand Strandallee 30, Nähe Maritimhochhaus                                                            | (54° 0′ 22,8″ N, 10° 46′ 22,9″ O)  | |                   | 113    |
| BW                                      | 1 Eiche                                                  | Timmendorfer Strand Schmilinskystraße                                                                               | (53° 59′ 59,8″ N, 10° 46′ 37,2″ O) | nördlich des Kurparkes Timmendorfer Strand |                   | 114    |
| Direkt Bild zu diesem Denkmal hochladen | 1 Eiche                                                  | Timmendorfer Strand                                                                                                 | ()                                 | im Garten eines Apartmenthauses, nicht zugänglich |                   | 115    |
| Direkt Bild zu diesem Denkmal hochladen | 1 Eiche                                                  | Timmendorfer Strand Niendorf am Umspannwerk südlich des Kurparkes                                                   | ()                                 | |                   | 116    |
| BW                                      | Kurpark Niendorf                                         | Timmendorfer Strand Niendorf In der Ortslage Niendorf, südlich der B 76                                             | (53° 59′ 22,9″ N, 10° 49′ 39″ O)   | | 19. Juni 1992     | 117    |
| BW                                      | 1 Eiche                                                  | Wangels Hansühn im Pastoratsgarten, nicht zugänglich                                                                | (54° 15′ 24,1″ N, 10° 45′ 7,2″ O)  | |                   | 118    |
| Direkt Bild zu diesem Denkmal hochladen | 1 Buche                                                  | Wangels bei Weißenhaus 200 m westlich des Forsthauses Hassland, an einer Wegegabelung                               | ()                                 | |                   | 119    |
| BW                                      | 2 Eichen                                                 | Wangels am Radweg zur Bundesstraße 202 gegenüber Abzweig Ferienzentrum Weißenhaus                                   | (54° 17′ 55″ N, 10° 46′ 12,7″ O)   | |                   | 120    |